# Cyrille Melchior
Cyrille Melchior, né le 6 septembre 1961 à Saint-Paul (La Réunion), est un homme politique français. Il est président du conseil départemental de La Réunion depuis 2017.

## Biographie

### Carrière professionnelle
Titulaire du baccalauréat B et d’un BTS comptabilité et gestion à Saint-Denis, il est attaché territorial (ENACT d’Angers).
Agent comptable à Air France en 1982, il est affecté à la gestion du personnel à l’Agence Havas Réunion à Saint-Denis, de 1982 à 1983. Il est ensuite volontaire à l’aide technique puis chef du service budget et finances à la région Réunion de 1983 à 1999.
Directeur général des services à la mairie de Salazie de 1999 à 2004, il est promu cette dernière année directeur général adjoint de la communauté intercommunale Réunion Est (CIREST), chargé des finances.
En 2009, il intègre le cabinet du président de la communauté intercommunale des Villes solidaires (CIVIS).

### Parcours politique
Successivement membre de l’UDF, de l’UMP puis de LR, il est élu conseiller général de La Réunion pour le canton de Saint-Paul-2 en février 2000 à la faveur d’une élection partielle. Il est réélu en 2001, puis dès le premier tour en 2008.
Lors de l’élection municipale partielle de 2009 à Saint-Paul, il se voit refuser l’investiture de l’UMP, au profit de l’ancien maire, Alain Bénard. Il mène une liste divers droite, qui réunit 21,2 % des voix au premier tour. Bien qu’en position de se maintenir au second tour, il se rallie à Alain Bénard.
Après la victoire de la droite aux élections municipales de 2014 à Saint-Paul, il devient 2e adjoint au maire Joseph Sinimalé, chargé des finances et du budget, et 10e vice-président du Territoire de la Côte Ouest (TCO), fonction qu’il abandonne en 2018,.
Il est conseiller départemental pour le canton de Saint-Paul-1 depuis 2015.
Candidat aux élections législatives de 2017 dans la 2e circonscription de La Réunion, il est nettement devancé, dès le premier tour, par la députée sortante Huguette Bello, et est battu au second tour avec 26,4 % des voix.
Le 18 décembre 2017, il est élu président du conseil départemental de La Réunion, succédant à Nassimah Dindar. En juin 2018, il devient président de la commission Outre-mer de l’Assemblée des départements de France (ADF).
Avec le président du conseil régional, Didier Robert, il apporte son soutien à la liste La République en marche d’Emmanuel Macron lors des élections européennes de 2019.
Candidat à sa réélection dans le canton de Saint-Paul-1 lors des élections départementales de 2021, il arrive largement en tête au premier tour avec plus de 60 % des suffrages exprimés, mais la forte abstention ne lui permet pas d’être directement élu,. Il est réélu au second tour avec 66,8 % des voix,. Dans la foulée, il est reconduit à la présidence du conseil départemental de La Réunion,,.

## Détail des mandats et fonctions
- Président de la commission Outre-mer de l’Assemblée des départements de France (depuis 2018).
- Président du conseil départemental de La Réunion (depuis 2017).
- Conseiller départemental de La Réunion, élu dans le canton de Saint-Paul-1 (depuis 2015).
- Deuxième adjoint au maire de Saint-Paul (2014-2020).
- Dixième vice-président du Territoire de la Côte Ouest (2014-2018).
- Conseiller général de La Réunion, élu dans le canton de Saint-Paul-2 (2000-2015).